# Kisora Niinuma
Niinuma Kisora (新沼希空 Niinuma Kisora?, Prefectura de Aichi, Japón, 20 de octubre de 1999) es una cantante japonesa parte de Hello! Project como miembro de Tsubaki Factory que primero se unió a Hello Pro Kenshuusei en junio de 2012.

## Biografía
En 2013 Niinuma audicionó para Morning Musume, logró llegar a la ronda final, pero el 24 de agosto, Tsunku anunció a través de YouTube que no estaba interesado en agregar nuevos miembros al grupo en ese momento, lo que llevó a Niinuma a no unirse al grupo al final junto con las 6 finalistas.
El 22 de septiembre, Niinuma se unió a Hello Pro Kenshuusei junto con las otras finalistas de la audición, convirtiéndose en parte de la vigésima generación. El mismo día, se subió un video de introducción de Niinuma al canal de YouTube de Hello Pro Kenshuusei.
El 7 de diciembre, fue oficialmente introducida a Hello Pro Kenshuusei en el Hello Pro Kenshuusei Happyoukai 2013 ~12gatsu no Nama Tamago Show!~ junto a, Risa Yamaki, Ruru Dambara, Akane Haga, y Musubu Funaki. Todas las 7 chicas hicieron un dance performance del sencillo debut de Juice=Juice "Watashi ga Iu Mae ni Dakishimenakya ne"
Del 15 de marzo al 31 de mayo de 2014, Niinuma participó en la gira de conciertos de primavera de Morning Musume '14 como bailarina de respaldo y el acto de apertura junto a Yoshihashi Kurumi, Nomura Minami, Wada Sakurako, Inaba Manaka y Dambara Ruru.
El 29 de abril de 2015, se anunció que Niinuma debutaría en el entonces nuevo grupo llamado Tsubaki Factory junto a Riko Yamagishi, Yumeno Kishimoto, Kiki Asakura, Risa Ogata y Ami Tanimoto.
El 25 de julio de 2018, el dúo de comediantes Joujou Gundan lanzó su sencillo debut "Nakama", que presenta a Niinuma en el lado B "Sunao ni Narenai Sakuranbo" como miembro del grupo ficticio Yamato Nadeshiko Semicolon junto con Keita Suzuki y Mao Akiyama.
El 16 de mayo de 2019, se anunció que Niinuma se había caído por las escaleras camino al trabajo y en el hospital le diagnosticaron una fractura en el coxis y una contusión en el glúteo, de la que tardaría un mes en recuperarse. Como resultado, Niinuma estaría ausente durante el resto del tour de verano de Tsubaki Factory, y el musical "Harukanaru Toki no Naka de 6 Gaiden ~Tasogare no Kamen~".
El 20 de octubre de 2020, celebró su cumpleaños número 21 en un evento de club de fans titulado "Tsubaki Factory Niinuma Kisora Birthday Event 2020", con dos espectáculos en LANDMARK HALL. En cumplimiento de la política del gobierno, animar, aglomerar, estar de pie y cercanía en el lugar estaría prohibido y se requería el uso de mascarillas para ingresar.

## Trabajos
Para ver los lanzamientos de Niinuma con Tsubaki Factory, consulte, Tsubaki Factory#Discografía.

### Teatro
- Thank You Very Berry
- Kizetsu Suru Hodo Aishiteru!

#### Programas de TV
- The Girls Live
- AI・DOL PROJECT (AI・DOL プロジェクト)
- Hello! Project presents... "Solo Fes!"
- Hello Pro! TOKYO Sanpo Season 2

#### Videos musicales
- ANGERME - Koi wa Accha Accha ("Koushiki Accha Accha Ouentai" PV)